# Kunir (Sulang)
Kunir is een bestuurslaag in het regentschap Rembang van de provincie Midden-Java, Indonesië. Kunir telt 1683 inwoners (volkstelling 2010).